# Les P'tits Lucas
Les P'tits Lucas est un téléfilm français réalisé par Dominique Ladoge, diffusé en 2002.

## Synopsis
Après le départ de leurs parents, les petits Lucas sont livrés à eux-mêmes. C'est Amandine, l'aînée qui n'a que 15 ans, qui doit s'occuper de ses petits frères et de sa petite sœur. Pour éviter que leurs familles soient séparées, emmenées par les services sociaux, ils cachent à tout le monde qu'ils ont été abandonnés. Nicolas, un nouveau, arrive au lycée et craque pour elle. Petit à petit elle lui fera confiance, ils sortiront ensemble et elle lui avouera tout.
La professeur des jumeaux veut voir leurs parents et signale à Amandine que si elle ne peut pas les voir, elle devra en référer à l'assistante sociale. Antoine, lui, se bagarre et traîne avec des petites frappes, il traîne sur les quais et raquette avec les autres, quand Amandine le surprend elle se met en colère et le frappe sous les yeux de Nicolas qui essaye de la calmer. Lors d'un entretien, l'assistante sociale comprend qu'il n'y a plus de parent mais c'est seulement quand Juliette est opérée d'urgence qu'Amandine avoue tout. Placés dans des foyers différents provisoirement, ils seront enfin placés dans un centre pilote qui permet qu'ils restent ensemble.

## Fiche technique
- Réalisation : Dominique Ladoge
- Scénario : Samantha Mazeras
- Lauréate du grand prix du meilleur scénario de télévision FIPA 2001
- Grand Prix du meilleur téléfilm Festival des créations télévisuelles de Luchon 2002
- Production : Catherine Ruault-Castera & Alain Bloch
- Coproduction : Alya (expand images) / M6
- Musique : Nicolas Jorelle
- Date de sortie : 2002
- Durée : 91 minutes

## Distribution
- Selma Brook : Amandine
- Nicolas Cazalé : Nicolas
- Nicolas Marais : Antoine
- Laurent Breton : Gaétan
- Pierre-Augustin Crenn : Julien
- Réva Rothstein : Juliette
- Ibrahim Koma : François
- Félicité Wouassi : Sofiatou
- Fanny Bastien : Lucie Costas
- Denis Braccini : le père
- Charles-Roger Bour : le juge
- Jacques Courtes : Raphaèl Manin
- Maria Joao D’Arc : Mme Leduy
- Razika Simozrag : Vanessa

## Prix obtenus
- Prix du scénario - Festival International des Programmes Audiovisuels (FIPA 2002)
- Grand Prix - Festival International de Luchon. (2002)
- Prix Espoir pour les deux acteurs principaux - Festival International de Luchon. (2002)
- Prix de la Fondation pour l’Enfance 2002
- Nommé pour les 10es Trophées du Film Français 2003.
- Meilleure audience film unitaire de la chaîne depuis sa création avec 5,4 millions de téléspectateurs.

## Musiques additionnelles
- Allo maman bobo (Alain Souchon / Laurent Voulzy) interprétée par Laurent Breton
- Solola Bien interprétée par le groupe Wenge Musica Maison Mère
- Mi wen gno interprétée par le groupe Magic System